# 判じ物

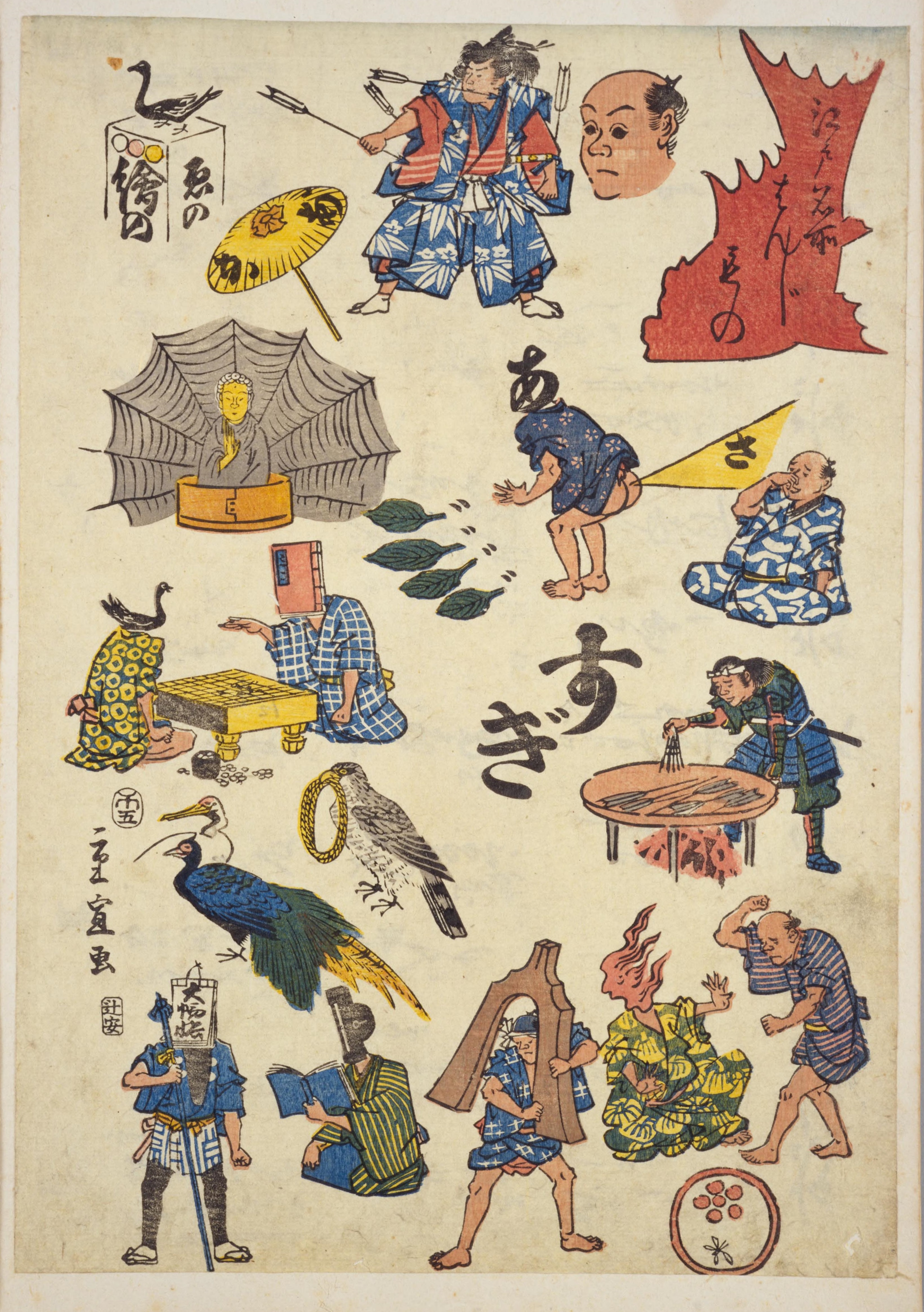
歌川重宣「江戸名所はんじもの」

判じ物（はんじもの）とは、文字や絵画に隠された意味を当てる謎解きのこと。

## 概要
発祥は詳しく判っていないが、似たような遊びが平安時代にあったことは判っている。江戸時代の町民文化において、浮世絵で描かれた判じ物が出回るようになり、庶民が手軽に楽しむようになった。当時は「なぞ」と呼ばれていた。

## 判じ絵
判じ絵（はんじえ）は、絵で表したなぞ解き。江戸時代の末期に庶民の間で流行した。

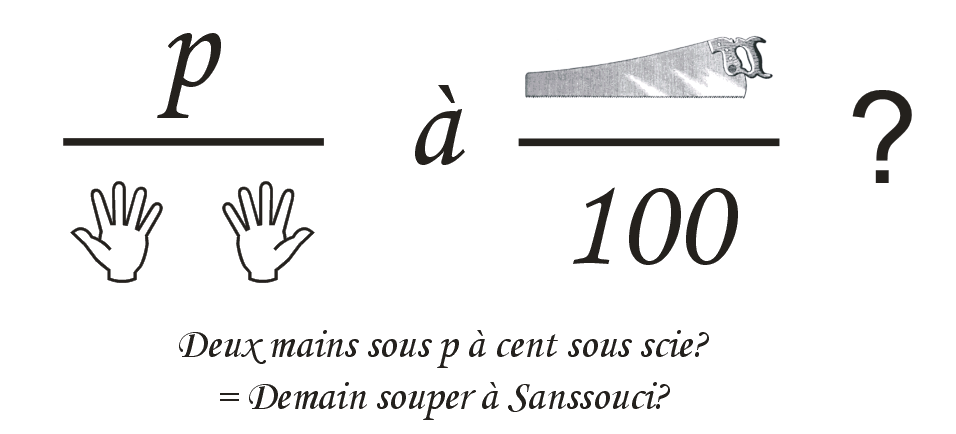
フリードリヒ2世がヴォルテールに送った絵。「明日サンスーシ宮殿で晩餐？」の意味。

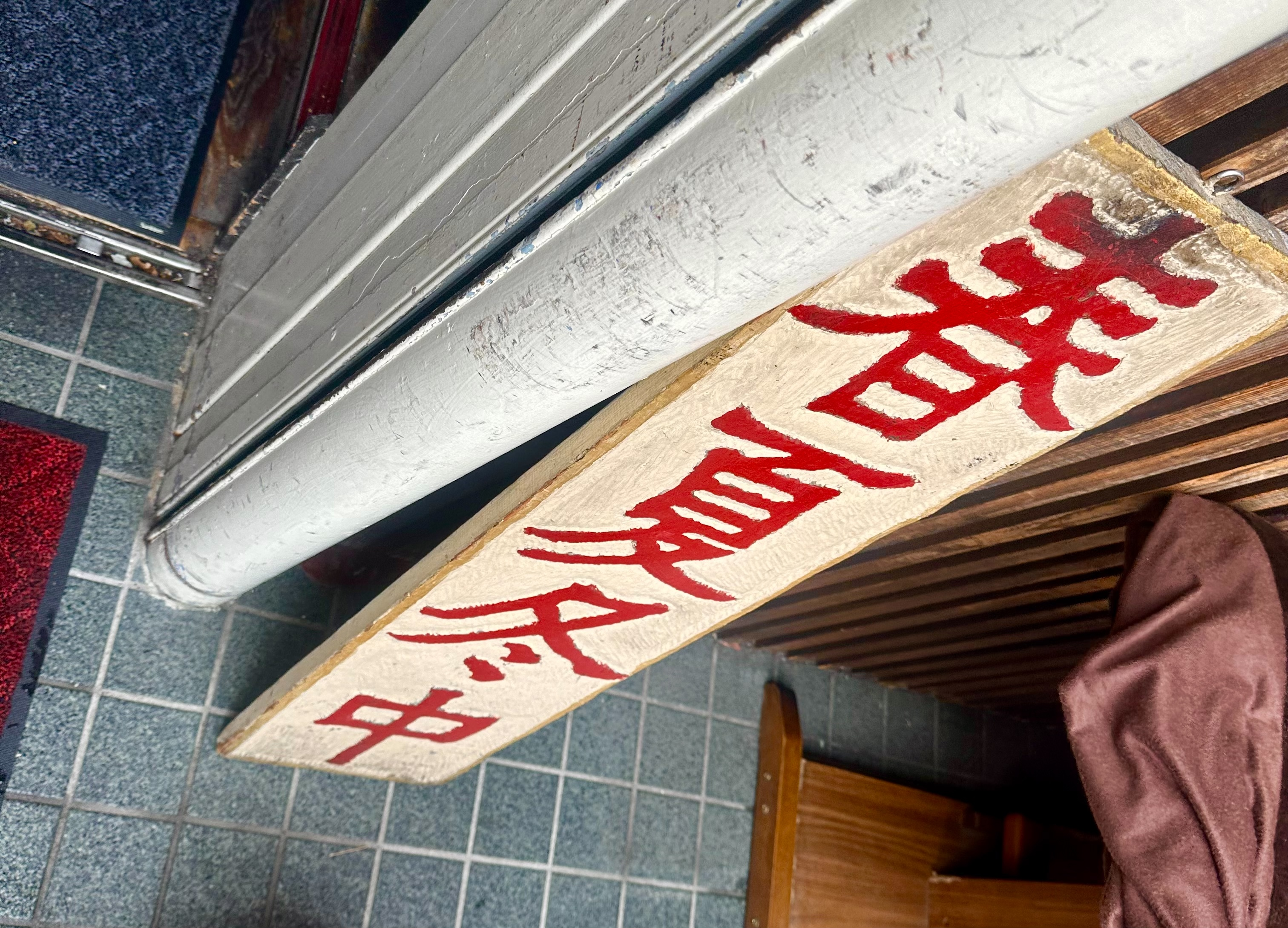
春夏冬中という掲示

フランスオーブ県のシャウルス（Chaource）という村の紋章。複数の猫（chats）と1頭の熊（ours）が描かれる。

西洋でも古くからある文化である。有名なのはフリードリヒ2世とヴォルテールとの間の判じ絵の手紙である。フリードリヒ2世が送ったのは「pの下に2つの手、à、ノコギリの下に100？」の絵で、対してヴォルテールは「Ga!」と返信した。これはフランス語の同音異義語を用いる判じ絵であり、フリードリヒ2世の絵は「Deux mains sous Pé à cent sous scie?」と読み、変換すると「Demain souper à Sanssouci ? 」（明日サンスーシ宮殿で晩餐？） となり、ヴォルテールの返信は「Gé grand, A petit!」（大きなG、小さなa！）と読み、「J'ai grand appétit ! 」（食欲を感じます！）という意味になる。

## 判じ読み
判じ読み（はんじよみ）は、文字で表されるなぞ解き。字謎（じなぞ）とも呼ばれる。
また、掛詞を使って表と裏の2つの意味を持たせる表現法も判じ読みと呼ばれる。

### 判じ読みの例
一斗二升五合
一斗は五升の倍、二升で「升升」、五合は升の半分なので、「ごしょうばい-ますます-はんじょう（ご商売益々繁盛）」と判じて読む。
春夏冬
四季（春夏秋冬）の中に秋が無いことから、「あきない（商い）」と判じて読む。または、春夏冬中で「商い中（営業中）」の表示や掲示。